# گروه اکریلویل

ساختار گروه اکرولیل

گروه اکریلویل (به انگلیسی: acryloyl group) در شیمی آلی، یک گروه عاملی با ساختار 
H2C=CH–C(=O)–
است. این یک گروه آسیل است که از اکریلیک اسید گرفته شده‌است. آیوپاک نام prop-2-enoyl را برای این گروه برگزیده است اما برخی به این گروه اکریلیل یا اکریل می گویند که نام‌های دقیقی نیستند. ترکیب‌های که یک گروه اکرولیل دارند را «ترکیب‌های اکریلیک» می‌خوانند.
یک ترکیب اکریلیک معمولاً یک ترکیب کربونیل غیراشباع آلفا-بتا است که دارای یک پیوند دوگانهٔ کربن-کربن و یک پیوند دوگانهٔ کربن-اکسیژن است که توسط یک پیوند تکی کربن-کربن از هم جدا شده‌اند و به همین دلیل دو پیوند دوگانه را مزدوج هم می دانند.